# 山下慶子
山下 慶子（やました よしこ、1976年1月25日 - ）は化粧品大手ポーラの子会社で、社内ベンチャーとして立ち上がった株式会社DECENCIA（ディセンシア）の元代表取締役社長。2020年12月に退社し、フリーランスとして地元企業などを支援している。

## 人物
大学卒業後はすぐに就職せずに、若いうちに視野を広げたいという理由で、友人の娘が通っているという理由で親が薦めてくれた中国へ語学留学する。帰国したのは就職氷河期真っ只中だったこともあり、新卒でもなく、職歴もないために就職口は一切なかった。そのため、当時やっとダイヤル回線でつながりだしたインターネットで就職先を探すことにした。大学では心理学を専攻していたので、『心理学』や『中国語』のキーワードでヒットする職種を探し、たまたま見つけたエイチ・アイ・エスの中途採用にエントリーして内定をもらい、契約社員として社会人キャリアを始めることになった。深夜まで仕事をした後、朝4時まで絵を描いて、9時にそのまま出社する生活を1ヵ月程続けたあと、絵を描いて生きていきたいと考え、エイチ・アイ・エスを退社した。派遣社員を続けて勤めた2つの会社からは正社員の打診を受けたがいずれも断り、2年間絵を描き続けたがコンペに応募しても通らなかったため、再び就職活動をした。大手企業数社から内定を得たが、一旦人生をリセットしたいということで内定を辞退し、派遣会社で短期の仕事を紹介してもらい、ポーラ・オルビス ホールディングスへ派遣される。その後、派遣社員から正社員への登用がされるが、当時の大手企業で派遣社員から正社員への登用は極めて異例だった。入社11年目には代表取締役社長と、異例の出世街道を歩んできた。
2020年、新型コロナウイルスによる緊急事態宣言の発令中はよく近所を歩くようにしていた。その散歩中に15歳まで過ごしていた上天草市へUターンすることを直感で決める。
趣味は土器や石を集めること。

## 来歴
- 1983年 - 鹿児島女子大学文学部を卒業
- 1998年 - 清華大学へ語学留学
- 2000年12月 - エイチ・アイ・エスへ中途入社。配属先は、東京在住の外国人をターゲットにした専門セクションだった。
- 2007年1月 - 派遣社員としてポーラ・オルビス ホールディングスへ。同年5月に正社員となり、株式会社decencia（現株式会社DECENCIA）へ出向。同年9月に敏感肌専門ブランドDECENCIAが誕生。
- 2008年 - 過労性の鬱を発症[12]。
- 2015年2月 - 同社CRM統括部長に就任
- 2017年3月 - 同社取締役に就任
- 2018年1月 - 同社代表取締役社長に就任
- 2020年12月7日 - 同社を退社することが公表される[13]。退職後は熊本県上天草市に移住した[4]。